# Sender Clarkstown
Sender Clarkstown (irisch Baile Uí Chléirigh) war ein Langwellensender im County Meath in der zentralirischen Ebene der Republik Irland, welcher auf der Frequenz 252 kHz mit zuletzt 150 kW Sendeleistung arbeitete. Der Sender befand sich rund 3,5 km östlich des Dorfes Summerhill, in einem Feld in Clarkstown an der Regionalstraße R156. Als Sendeantenne diente ein 248 Meter hoher, gegen Erde isolierter, fußpunktgespeister Stahlfachwerkmast.

## Geschichte
Die 1988 errichtete Sendeanlage für Langwellenrundfunk diente bis zum 20. Dezember 2001 zur Verbreitung des Programms Atlantic 252, einer Kooperation zwischen der RTL und Raidió Teilifís Éireann. Koordiniert wurde die Anlage ursprünglich für eine maximale Sendeleistung von 500 kW am Tage und 100 kW bei Nacht, um den zu der Zeit auf derselben Frequenz arbeitenden Langwellensender Lahti nicht zu stören. Heute wird das Programm von RTÉ Radio 1 auf der Langwellenfrequenz 252 kHz in Amplitudenmodulation (AM) mit einer Sendeleistung am Tage von 150 kW und bei Nacht mit 60 kW ausgestrahlt. Im Jahre 2007 wurden die beiden ursprünglichen zu 600 kW zusammenschaltbaren, allerdings nur mit maximal 500 kW betriebenen Sender von Varian Associates durch einen einzelnen volltransistorierten 300-kW-Sender des Typs TRAM 300L, der von Transradio Sendersysteme Berlin gebaut wurde, ersetzt.
Am 27. Oktober 2014 sollte die Sendeanlage aufgrund der geringen Nutzerzahlen abgeschaltet werden, die die hohen Betriebskosten nicht rechtfertigen. Zur Abschaltung an dem Termin kam es jedoch nicht, da sowohl die katholische Kirche in Irland, welche ihre Gottesdienste auf der Langwelle überträgt, als auch Politiker insbesondere der Regierungspartei Fine Gael auf einen weiteren Betrieb bestehen. Begründet wird dies mit den etwa 600.000 im Vereinigten Königreich lebenden Iren vorwiegend fortgeschrittenen Alters. Die Abschaltung wurde mehrmals verschoben, zunächst auf den 19. Januar 2015, dann auf 2017 und zuletzt auf Juni 2019, ohne dass es tatsächlich zu einer Abschaltung kam. Die Betriebskosten wurden zuletzt auf 250.000 Euro pro Jahr beziffert. Bestrebungen, RTÉ Radio 1 stattdessen im Vereinigten Königreich über DAB auszustrahlen, wurden von der britischen Regulierungsbehörde Ofcom abgelehnt, da es sich um kein im Vereinigten Königreich lizenziertes Programm handelt.
Mit Stand Dezember 2021 erfolgte weiterhin eine Ausstrahlung von RTÉ Radio 1 rund um die Uhr auf der Langwelle 252 kHz. Zuletzt blieb zur Kosteneinsparung die Leistung laut inoffiziellen Angaben tagsüber auf 150 kW und nachts auf 60 kW beschränkt, wobei aufgrund der Brisanz des Themas nie offizielle Angaben seitens RTÉ zur zuletzt betriebenen Leistung gemacht wurden. Es wurde eine neue Betriebsweise entwickelt, bei welcher der Sender alle zwei Jahre für zwei Monate am Stück für Wartungsarbeiten außer Betrieb genommen wurde. Zuletzt lagen diese Wartungsarbeiten im Zeitraum vom 15. Juni bis 12. August 2021. Am 14. April 2023 um 9 Uhr irischer Zeit sollte der Sender endgültig stillgelegt werden. Begründet wurde dies mit den steigenden Betriebskosten, welche von derzeit jährlich 250.000 Euro auf rund 400.000 Euro im Jahr 2024 steigen würden. Die Abschaltung erfolgte allerdings erst am 15. April 2023 um 0:04 Uhr irischer Zeit. Hierzu wurde nach den Nachrichten das Programmsignal von RTÉ Radio 1 unterbrochen und auf eine Hinweisschleife, welche auf alternative Empfangsmöglichkeiten hinweist, umgeschaltet. Am 18. April 2023 um 10:59 Uhr irischer Zeit wurde der Sender komplett abgeschaltet.
Obwohl zum Zeitpunkt der Abschaltankündigung keine Pläne bestanden, die Sendeanlage abzubauen, wurde der Sendemast am 27. Juli 2023 gesprengt.
Der Sender Clarkstown litt selbst im Zielgebiet an starken Störungen durch den auf gleicher Frequenz arbeitenden algerischen Langwellensender Tipaza.

## Technik
Der Sendemast mit einer Höhe von 248 Meter war ein abgespannter Stahlfachwerkmast mit dreieckigem Querschnitt, der gegen Erde isoliert war. Der ursprüngliche Sender bestand aus zwei je 300-kW-Continental-Transistorsendern, die von der kalifornischen Elektronikfirma Varian Associates aus Dallas, USA geliefert wurden. Der Boden rund um den Mast wurde mit Kupfer für die Verbesserung der Leitfähigkeit ausgekleidet.

## Bildergalerie

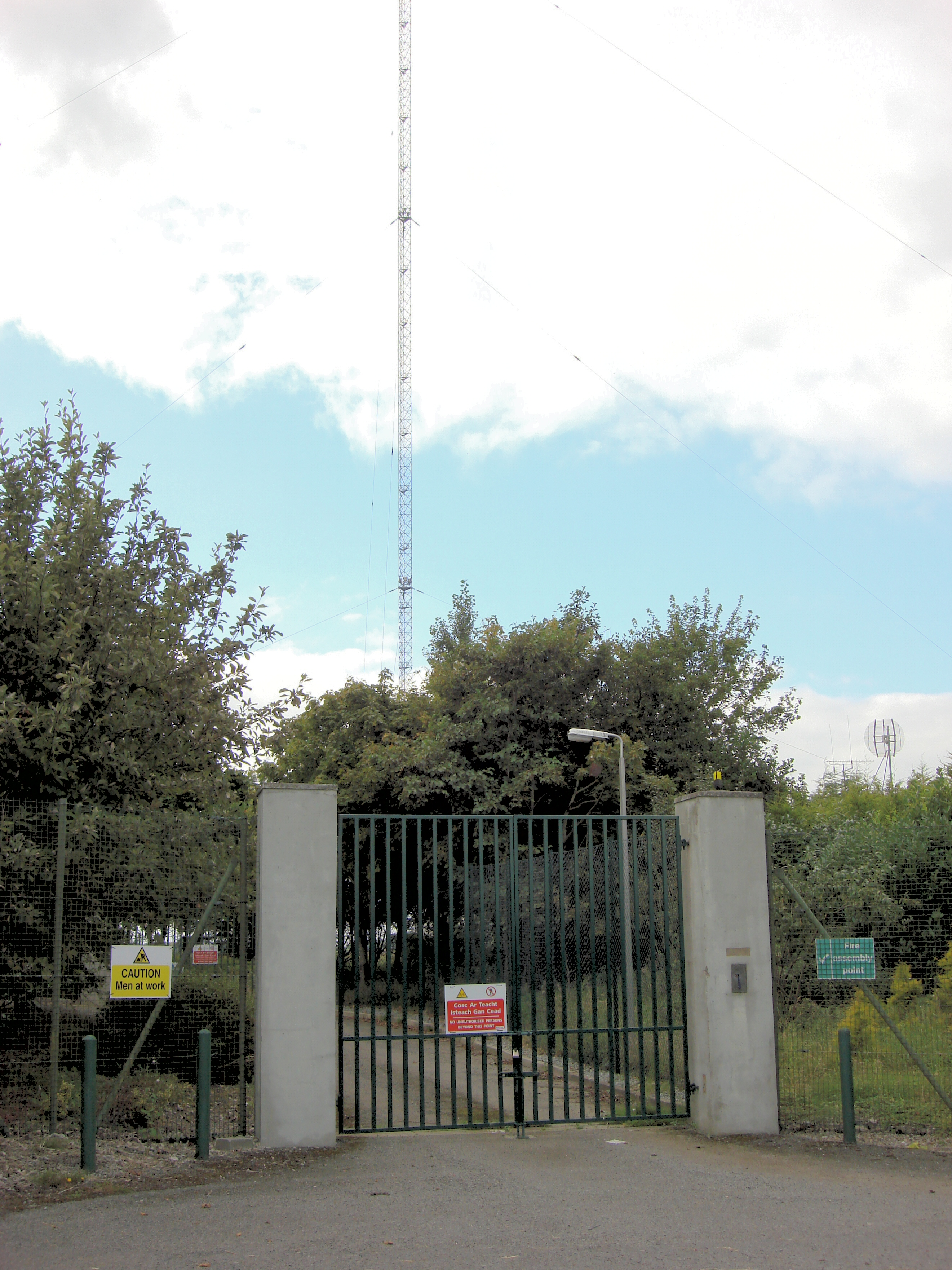
Eingangstor zur Sendeanlage
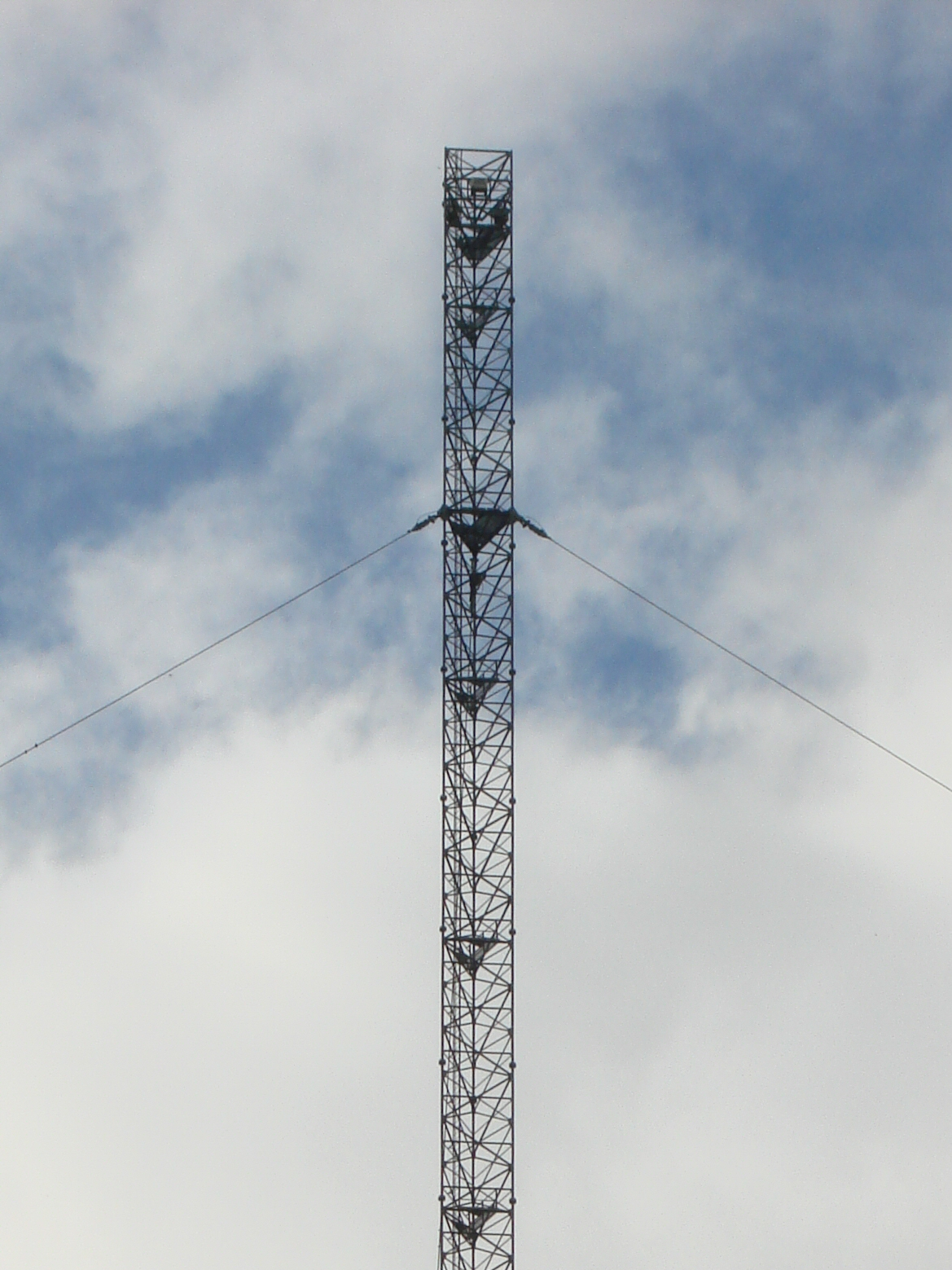
Spitze des Sendemastes
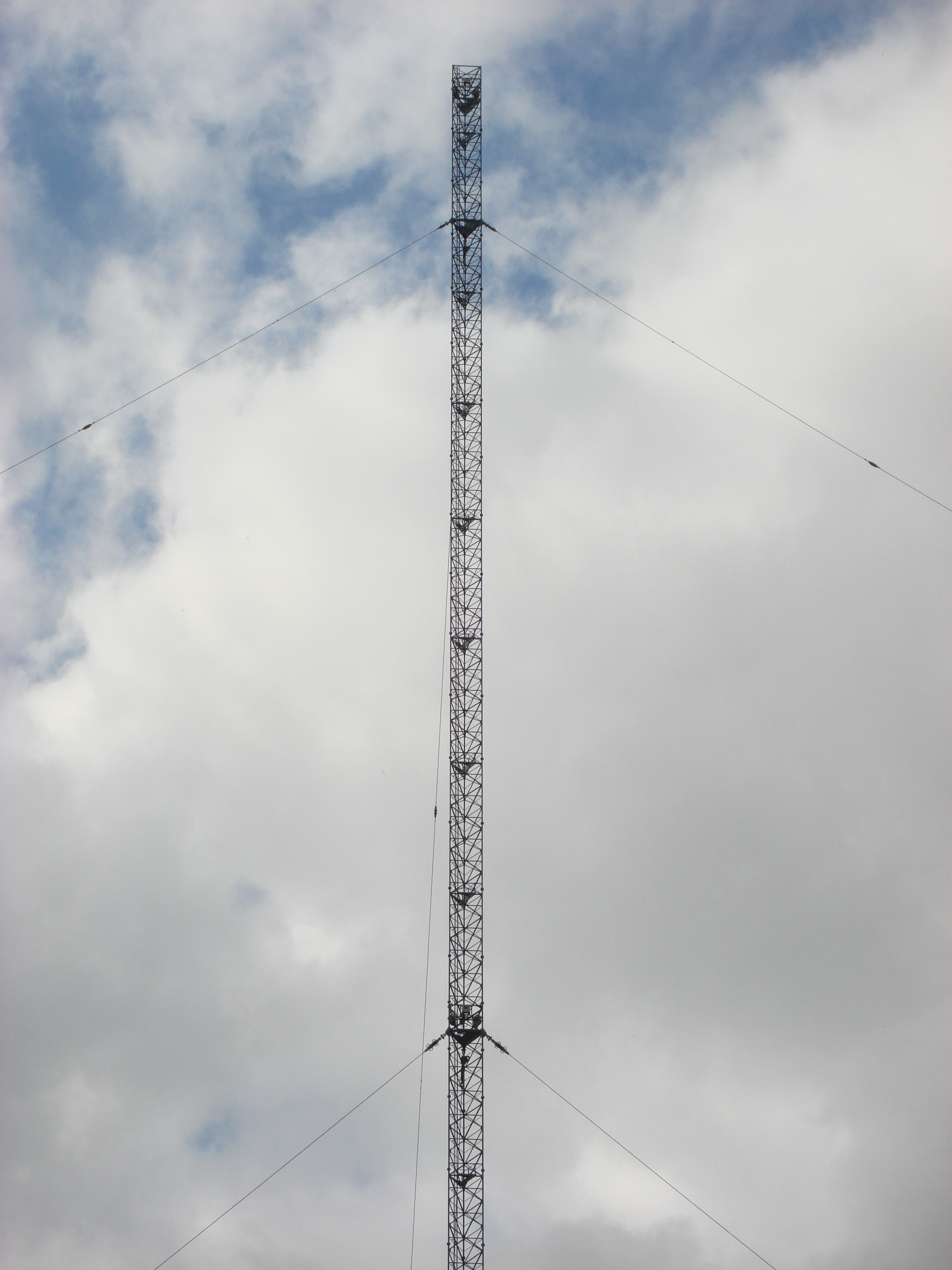
Spitze des Sendemastes
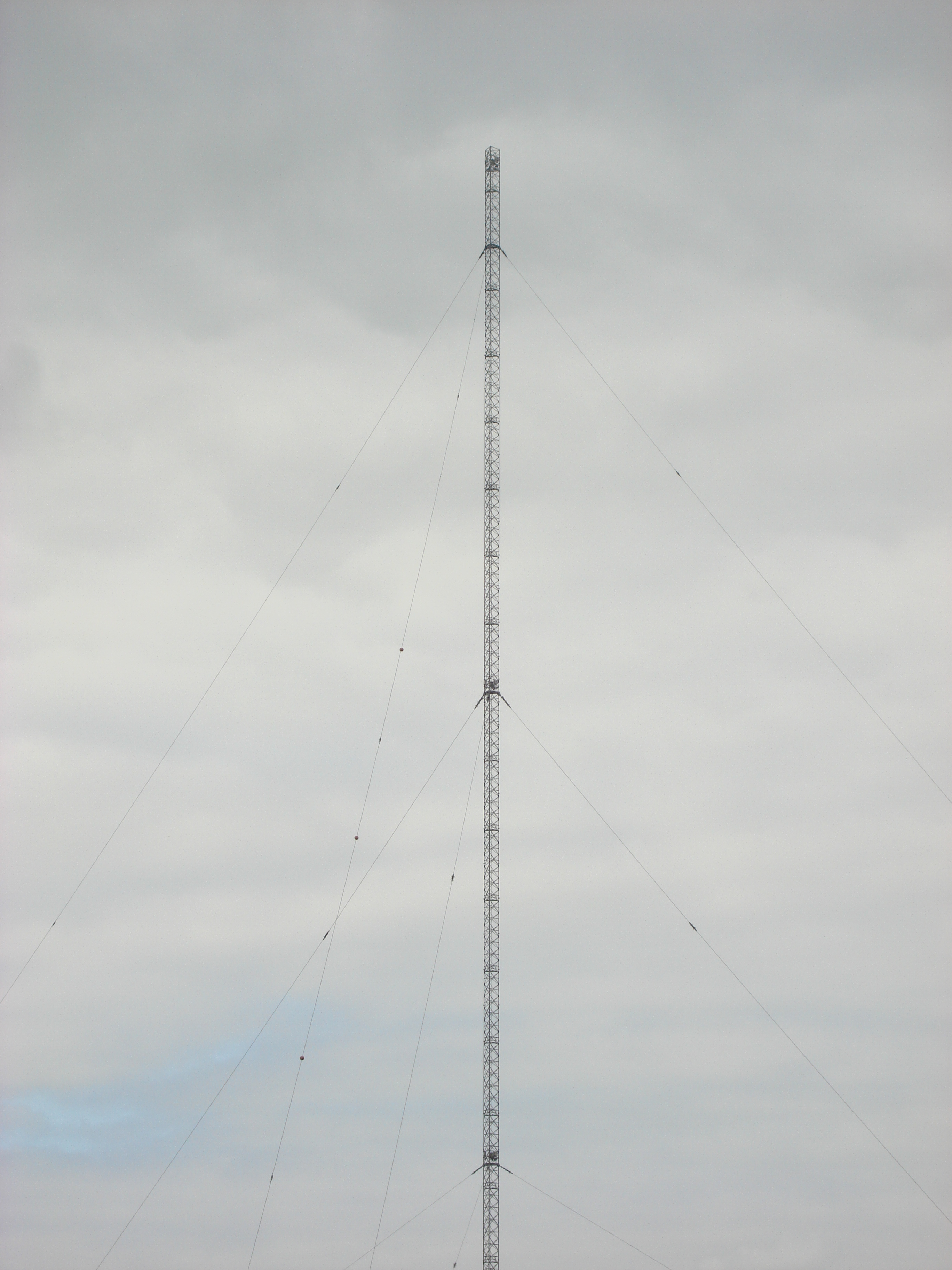
Pardunen zur Stabilisation des Mastes